# Dipartimento di Méfou e Afamba
Il dipartimento di Mefou e Afamba è un dipartimento del Camerun nella regione del Centro.

## Comuni
Il dipartimento è suddiviso in 8 comuni:
- Afanloum
- Assamba
- Awaé
- Edzendouan
- Esse
- Mfou
- Nkolafamba
- Soa